# Pietro Alessandro Guglielmi
Pietro Alessandro Guglielmi (ur. 9 grudnia 1728 w Massie, zm. 19 listopada 1804 w Rzymie) – włoski kompozytor.

## Życiorys
Uczył się gry na fagocie i altówce przypuszczalnie od ojca, Jacopo Guglielmiego, kapelmistrza na dworze księcia Alderana Cybo w Massie. Studiował też kontrapunkt i grę na instrumentach klawiszowych u stryja, Domenica Guglielmiego. Od około 1746 do 1754 roku dzięki protekcji księżnej Ricciardy Gonzaga uczył się w Conservatorio di S. Maria di Loreto w Neapolu u Francesco Durantego. Swoją pierwszą operę, napisaną do tekstu w dialekcie neapolitańskim Lo solachianello ’mbroglione, wystawił w 1757 roku. Przez kilka lat działał jako twórca operowy w Neapolu, później jego dzieła wystawiano też w Rzymie, Florencji, Trewirze i Mediolanie. W 1762 roku odwiedził Drezno. W latach 1767–1772 był członkiem kapeli King’s Theatre w Londynie, następnie wrócił do Włoch. Między 1776 a 1793 rokiem ponownie przebywał w Neapolu. W 1793 roku został mianowany kapelmistrzem bazyliki św. Piotra na Watykanie, a w 1797 roku także bazyliki San Lorenzo in Lucina. Był członkiem Akademii Muzycznej św. Cecylii w Rzymie.
Był żonaty z Marią Leli (także Lelia Acchiapati lub Acchiappati), która w 1770 roku wystąpiła w londyńskim King’s Theatre w napisanej przez męża operze Ezio. Miał opinię utracjusza i rozpustnika, uczestniczył w wielu pojedynkach, mimo doczekania się 8 dzieci nie troszczył się o swoją rodzinę.

## Twórczość
Należał do ostatniej generacji szkoły neapolitańskiej, tworzył głównie opery komiczne. Jego utwory w ciągu czterech dekad działalności kompozytorskiej przeszły ewolucję od 3-aktowych oper z dominacją arii da capo i nielicznymi ansamblami budowanymi na zasadzie łańcuchowego zestawienia odcinków, po na ogół 2-aktowe z dużą rolą ansamblu, 2-częściową arią z powtórzeniem w miejsce arii da capo i partiami solowymi w formie cavatiny i ronda. Za życia cieszył się dużą popularnością, jego opery wystawiane były także poza granicami Włoch, konkurowały z twórczością Giovanniego Paisiella i Domenico Cimarosy. Rozgłos zdobyły też sobie jego oratoria. Po śmierci Guglielmiego jego twórczość popadła w zapomnienie.

## Opery P.A. Guglielmiego
(na podstawie materiałów źródłowych)

### Opery komiczne
- Lo solachianello ’mbroglione (1757)
- Il Filosofo burlato (1758)
- I capricci di unavedova (1759)
- La Moglie imperiosa (1759)
- I du soldati (1760)
- L’Ottavio (1760)
- Il finto cieco (1761)
- La Donna di tutti i caratteri (1762)
- La Francese brillante (1763)
- Li Rivali placati (1764)
- Il rattodella sposa (1765)
- La Sposa fedele (1767)
- I Viaggiatori ridicoli tornati in Italia (1768)
- L’impresa d’opera (1769)
- Il Disertore (1770)
- L’Amante chespende (1770)
- Le pazzie di Orlando (1771)
- Il carnevale di Venezia, o sia La Virtuosa (1772)
- L’assemblea (1772)
- Mirandolina (1773)
- Il matrimonio in contrasto (1776)
- I fuoriusciti (1777)
- Il raggiratore di poca fortuna (1779)
- La Villanella ingentilita (1779)
- La Dama avventuriera (1780)
- La Serva padrona (1780)
- Le nozze in commedia (1781)
- Mietitori (1781)
- La semplice ad arte (1782)
- La Quakera spiritosa (1783)
- La Donna amante di tutti, e fedele a nessuno (1783)
- I finti amori (1784)
- La Virtuosa di Mergellina (1785)
- l’inganno amoroso (1786)
- Le astuzie villane (1786)
- Lo scoprimento inaspettato (1787)
- La Pastorella nobile (1788)
- Gl’inganni delusi (1789)
- La bella pescatrice (1789)
- La Serva innamorata (1790)
- L’azzardo (1790)
- Le false apparenze (1791)
- La Sposa contrastata (1791)
- Il Poeta di campagna (1792)
- Amor tra le vendemmie (1792)
- La lanterna di Diogene (1793)
- La Pupilla scaltra (1795)
- L’amore in villa (1797)

### Opery seria
- Tito Manlio (1763)
- L’Olimpiade (1763)
- Siroe re di Persia (1764)
- Farnace (1765)
- Tamerlano (1765)
- Adriano in Siria (1765)
- Sesostri (1766)
- Demofoonte (1766)
- Antigono (1767)
- Il Re pastore (1767)
- Ifigenia in Aulide (1768)
- Alceste (1768)
- Ruggiero (1769)
- Ezio (1770)
- Demetrio (1772)
- Tamas Kouli-Kan nell’Indie (1774)
- Merope (1775)
- Vologeso (1775)
- La Semiramide riconosciuta (1776)
- Artaserse (1777)
- Ricimero (1777)
- Enea e Lavinia (1785)
- Laconte (1787)
- Arsace (1788)
- Rinaldo (1789)
- Ademira (1789)
- Alessandro nell’Indie (1789)
- Il trionfo di Camilla (1795)
- La morte di Cleopatra (1796)
- Ippolito (1798)
- Siface e Sofonisba (1802)